# Olivença (Alagoas)
Olivença est une municipalité brésilienne dans l'État de l'Alagoas.